# Luciano Cordeiro
Luciano Baptista Cordeiro de Sousa (Mirandela, 21 de Julho de 1844 — Lisboa, 24 de Dezembro de 1900) foi um escritor, historiador, político e geógrafo português.

## Biografia

### Vida pessoal e educação
Faleceu no dia 24 de dezembro de 1900.
Fez os seus primeiros estudos no Funchal, Ilha da Madeira, onde se fixou com a família. Licenciado em Letras em 1867, tornou-se professor de Filosofia e Literatura no Colégio Militar de 1871 a 1874.

### Carreira profissional
Foi director temporário do periódico Revolução de Setembro em 1869. Em 1875 fez parte da comissão encarregada do projecto de reforma do ensino artístico e formação dos museus nacionais. Fundador da Sociedade de Geografia de Lisboa, em 1876, desenvolveu neste âmbito uma extensa actividade. Desempenhou cargos governativos ligados ao ensino. Fundou a Revista de Portugal e Brasil e o jornal Comércio de Lisboa. Colaborou na revista literária República das Letras  (1875), dirigida por João Penha, de que saíram três números, e também na Revista de Estudos Livres   (1883-1886) dirigida por Teófilo Braga e ainda na revista de arqueologia A Arte Portuguesa  (1895) e no Jornal dos Cegos  (1895-1920). Era filiado no Partido Regenerador e foi deputado pelo círculo de Mogadouro na legislatura de 1882-1884 e pelo de Leiria em 1884.
Foi um administrador, em nome do governo, da Companhia dos Caminhos de Ferro da Zambézia, até à sua morte, tendo sido substituído neste posto pelo seu irmão, José Maria Cordeiro. Deve-se-lhe o impulso à propaganda africanista e ao movimento colonialista. Notabilizou-se pela acérrima defesa dos interesses de Portugal em África tendo ficado célebre a sua actuação quer no Congresso de Geografia Colonial que se realizou em Paris em 1878 quer na Conferência de Berlim em 1884. A sua extensa acção editorial conta com obras publicadas no campo da crítica literária, da história, das questões coloniais, da economia e da política.

## Obras
- As Obras dos Jeronymos (eBook)
- Inscripções portuguezas (eBook)
- O Thesouro do Rei Fernando (eBook)
- Batalhas da Índia - como se perdeu Ormuz (1896) - A publicação desta obra, ilustrada com desenhos e vinhetas de João Vaz, foi patrocinada pela Comissão Executiva do Centenário da Índia.[7]